# Perisserosa guttata
Espèce
Perisserosa guttata est une espèce de mollusque gastéropode marin appartenant à la famille des Cypraeidae. Ce coquillage est très rare.

## Description
- Répartition : océan Indien et ouest de l’océan Pacifique.
- Longueur : 5,8 cm.

Ce coquillage a un dos de couleur crème avec des taches et présente de belles rayures rouges autour de l'ouverture et sur les rebords.

## Synonymes
- Cypraea guttata
- Erosaria guttata